# Nikolay Nikolayevich Bordyuzha
Nikolay Nikolayevich Bordyuzha (tiếng Nga: Никола́й Никола́евич Бордю́жа; sinh ngày 20 tháng 10 năm 1949 ở Oryol) là một chính khách và tướng lĩnh Nga. Vào ngày 28 tháng 04 năm 2003, ông được chỉ định là Tổng thư ký (Secretary General) Tổ chức Hiệp ước An ninh Tập thể, một hiệp ước quân sự cộng đồng các Quốc gia Độc lập.